# Jetta (автомобільна марка)
Jetta — це автомобільний бренд, створений концерном Volkswagen разом зі своїм партнером по спільному підприємству FAW Group у 2019 році.  Volkswagen Jetta — популярний автомобіль у Китаї, і ця модель є основою нової компанії, до якої приєдналися ще дві моделі кросоверів.
Автомобілі Jetta виготовляються в Ченду на заводі спільного підприємства FAW-Volkswagen. 

## Історія
У той час, коли була представлена марка Jetta, президентом компанії був Гаральд Мюллер.
У травні 2020 року Мюллер розповів в інтерв’ю, що до бренду зацікавилися з-за меж Китаю  У серпні 2020 року є плани щодо потенційного експорту автомобілів під брендом Jetta за межі Китаю, але компанія не розкрила, на які цільові ринки вона хоче націлитися..

## Моделі
| Фото     | Назва | Китайська назва | Представлений (кален. рік) | Опис автомобіля |
| Седан    | Седан | Седан           | Седан                      | Седан |
| -------- | ----- | --------------- | -------------------------- | --- |
|          | VA3   | 捷達VA3         | 2019                       | Компактний седан, ребеджинг китайського Volkswagen Jetta (базується на тій же платформі, що й SEAT Toledo Mk4)                         |
|          | VA7   | 捷達VA7         | 2024                       | Компактний седан (заснований на тій же платформі, що й Volkswagen Sagitar)                                                             |
| Кросовер |       |                 |                            | |
|          | VS5   | 捷達VS5         | 2019                       | Компактний кросовер (побудований на тій же платформі, що й SEAT Ateca, Škoda Karoq і Volkswagen Tharu)                                 |
|          | VS7   | 捷達VS7         | 2020                       | Середньорозмірний кросовер-позашляховик (заснований на тій же платформі, що й SEAT Tarraco, Škoda Kodiaq і Volkswagen Tiguan Allspace) |
|          | VS8   | 捷達VS8         | майбутня модель            | Середньорозмірний кросовер |

## Ринки

### Росія
На початку липня 2024 року в Росії почали продавати автомобілі під маркою Jetta. Автомобілі виготовлені FAW Group, але, як повідомляється, використовують такі технології Volkswagen, як платформа Volkswagen Group MQB і двигун Volkswagen EA211. Volkswagen покинув Росію в 2023 році. Die Zeit зв'язалася з Volkswagen Group China, яка заперечила, що вона або будь-яке з її спільних підприємств експортували до Росії. Die Zeit виявила, що власником російського веб-сайту Jetta та інших компаній, залучених до експорту, були підрозділи FAW Group, припускаючи, що ані Volkswagen, ані сам FAW-Volkswagen не були залучені. 

### Китай

#### Продажі
- 2019 річний обсяг продажів 162 000
- 2020 річний обсяг продажів 155 000 (перший повний рік як окрема марка)
- 2021 річний обсяг продажів 169 000
- 2022 Річний обсяг продажів 146 900[8]

### Іран
У серпні 2023 року Jetta VS7 була представлена в Тегерані (Іран), разом із Jetta VS5 і Jetta VA3 Маммутом Ходро (Mammut Khodro), офіційним дистриб'ютором Volkswagen в Ірані. Три моделі Jetta заплановано почати реалізовувати в Ірані до кінця року.